# Berginus pumilus
Berginus pumilus är en skalbaggsart som beskrevs av Leconte 1863. Berginus pumilus ingår i släktet Berginus och familjen vedsvampbaggar. Inga underarter finns listade i Catalogue of Life.